# Милка, Анатолий Павлович
Анато́лий Па́влович Ми́лка (16 декабря 1939, с. Дорошевичи Петриковского района Полесской области, СССР) — российский музыковед. Доктор искусствоведения (1984). Профессор Санкт-Петербургской государственной консерватории им. Н. А. Римского-Корсакова.

## Биография
Окончил Ленинградскую консерваторию им. Н. А. Римского-Корсакова в 1967 году по специальности «музыковедение» (класс А. Н. Должанского, после его кончины — С. М. Слонимского); в 1963—1967 г. занимался в классе композиции В. В. Пушкова; 1963—1965 — в классе органа И. А. Браудо и В. Л. Майского. Там же в 1970 году окончил аспирантуру по специальности «теория музыки» (научный руководитель Ю. Г. Кон).
Член Союза композиторов Санкт-Петербурга (в 1980—1990 г. — председатель секции критики и музыкознания). Член Международного Баховского общества (Лейпциг), Философского общества Российской Академии наук (Северо-западного отделения).
Один из крупнейших российских исследователей творчества И. С. Баха, А. Милка сочетает традиционные для музыковедения теоретические и исторические подходы с текстологическими, почерковедческими, даже криминалистическими методами исследования архивных источников. Одной из задач его работ стала критическая ревизия привычных хрестоматийных представлений о творчестве И. С. Баха, фактах его биографии, об истории ряда сочинений и некоторых жанрах. Заново увиденные в контексте обычаев эпохи и её эстетических взглядов, многие обстоятельства и поступки Баха получают новое истолкование. Пересматривается в контексте философских воззрений эпохи барокко и концепция таких произведений как «Музыкальное приношение» и «Искусство фуги».
Особенностью работ А. Милки является опора на доказательную фактическую, документальную и логическую базу. Так, А. Милка — сторонник взвешенного подхода к пониманию и обоснованию так называемой «скрытой символики» в баховских произведениях (символы мотивные, буквенные, начертательные, числовые). Понимание этой символики исследователь основывает на традиции толкования смысловых «слоёв» библейского текста.
Одним из важнейших открытий А. Милки стало обнаружение оригинального издания (1734) — и введение в мировой научный оборот нотного текста — считавшегося утерянным сочинения Готфрида Кирхгофа «L’ABC Musical» («Музыкальная азбука»), сборника «прелюдий и фуг во всех тональностях» (на деле не во всех 24-х, а в 16-ти — то есть во всех 15-ти, общеупотребительных в то время, с добавлением Си мажора), — сборника, упоминавшегося в исторической литературе в связи с идеей «Хорошо темперированного клавира» И. С. Баха.
А. П. Милка — организатор и участник международных научных конференций в рамках фестивалей «Музыкальная весна в Санкт-Петербурге» (Ленинграде) по проблемам советской музыки и музыки России, конференций из цикла «Баховские чтения», научных конференций и симпозиумов по проблемам фольклора, текстологии, анализа музыки, творческого процесса, музыкальной структуры, культурологии и т. д.

## Книги
- Композитор Сергей Слонимский. Л.: Советский композитор, 1976.
- Теоретические основы функциональности в музыке. — Л.: Музыка, 1982.
- «Музыкальное приношение» И. С. Баха [на болг. языке]. — София: Музыкальные горизонты, 1988.
- «Музыкальное приношение» И. С. Баха: к реконструкции и интерпретации. М.: Музыка, 1999.
- Милка А. П., Шабалина Т. В. Занимательная бахиана. Вып. 1. 1997 (1-е изд.: СПб.: Северный олень); 2001 (2-е изд.: Композитор • Санкт-Петербург).
- Милка А. П., Шабалина Т. В. Занимательная бахиана. Вып. 2. 1997 (1-е изд.: СПб.: Северный олень); 2001 (2-е изд.: Композитор • Санкт-Петербург).
- Готфрид Кирхгоф. L’ABC Musical. Факсимильное издание утраченного прежде сочинения (ок. 1734 г.). Реализация цифрованного баса, вступительная статья и комментарии А.Милки. СПб., 2004.  http://www.compozitor.spb.ru/catalogue_editions/the_regular/index.php?ELEMENT_ID=4285
- «Искусство фуги» И. С. Баха: к реконструкции и интерпретации. СПб.: Композитор • Санкт-Петербург, 2009.  http://www.compozitor.spb.ru/catalogue_editions/the_regular/index.php?ELEMENT_ID=19468

## Диссертации
- Кандидатская диссертация: «Функциональность музыкальной структуры и динамика структурного развития в сюитах И. С. Баха» (1970).
- Докторская диссертация: «Теоретические основы функциональности в музыке» (1982).

## Основные статьи
- Об одном аспекте динамического развития в Чаконе из ре-минорной партиты И. С. Баха для скрипки соло // Учёные записки Новосибирской госконсерватории. Новосибирск, 1970. С. 146—158.
- Новое об Интродукции к «Пиковой даме» П. И. Чайковского // Памятники культуры: новые открытия. Л., 1984. С. 197—207.
- О методологических поисках 70-х годов: проблемы музыкального анализа и судьбы «новых методов» // Методологические проблемы музыкознания. М., 1987. С. 178—205.
- Über den Autor der Umstellung der Kanons im Musikalischen Opfer Johann Sebastian Bachs’, Johann Sebastian Bach: Leipzig 1989, 129-37.
- Баховские «шестёрки»: принцип организации баховских сборников в контексте особенностей барокко // Музыкальные горизонты, 1990 № 9. С. 54—67.
- «Берлинский автограф» как цикл // Вторые Баховские чтения: «Искусство фуги». СПб., 1993. С. 50—75.
- О композиционной функции BWV 870—893 // Третьи Баховские чтения: «Хорошо темперированный клавир». СПб., 1996. С. 9—17.
- Zur Herkunft einiger Fugen in der Berliner Bach-Handschrift // Bach Jahrbuch 2003. S. 251—258.
- О христианской символике в двойном каноне И. С. Баха BWV 1077 // Жизнь религии в искусстве. СПб, 2006. С. 132—144.
- Малые имитационные формы (К вопросу о генезисе и природе фуги) // Александр Наумович Должанский. К 100-летию со дня рождения. СПб., 2008. С. 197—225.
- Последняя фуга И. С. Баха // Восьмые Баховские чтения в Санкт-Петербурге. Работа над фугой: Метод и школа И. С. Баха. СПб. 2008. С. 216—261.
- Zur Datierung der H-Moll-Messe und der Kunst der Fuge // Bach-Jahrbuch 2010. S. 53—68.